# Пеньялара
Пеньяла́ра (исп. Peñalara) — гора в Испании.
Высота над уровнем моря — 2428 м, относительная высота — 1113 м. Это высшая точка горного массива Сьерра-де-Гуадаррама и одна из высочайших вершин всей системы Центральных Кордильер.
Расположена вершина на границе автономного сообщества Мадрид и провинции Сеговия (Кастилия и Леон). Верхняя часть горы является природным парком. На склонах горы множество эскарповых озёр.
Склоны горы на высоте 1000—1300 м покрыты дубовыми лесами, до 2000 м преобладает сосна, выше — кустарники и луга.